# Geogamasus bicirrus
Geogamasus bicirrus är en spindeldjursart som beskrevs av Wolfgang Karg 1976. Geogamasus bicirrus ingår i släktet Geogamasus och familjen Ologamasidae. Inga underarter finns listade i Catalogue of Life.